# Сільська адміністрація Ахмета Байтурсинули
Сільський округ Ахме́та Байтурсинули́ (каз. Ахмета Байтұрсынұлы ауылдық әкімдігі, рос. Сельский округ Ахмета Байтурсынулы) — адміністративна одиниця у складі Джангельдинського району Костанайської області Казахстану. Адміністративний центр та єдиний населений пункт — село Ахмета Байтурсинули.
Населення — 487 осіб (2021; 871 у 2009, 1026 у 1999, 1171 у 1989).
Станом на 1989 рік існувала Карасуська сільська рада (села Каракум, Карасу, Шошкаколь, Шукирколь), з 1993 року — Карасуський сільський округ, після 2009 року — Карасуська сільська адміністрація, 2018 року перейменована в сучасну назву.

## Склад
До складу адміністрації входять такі населені пункти:
| Населений пункт           | Старі назви | Населення, осіб (1989) | Населення, осіб (1999) | Населення, осіб (2009) | Населення, осіб (2021) |
| ------------------------- | ----------- | ---------------------- | ---------------------- | ---------------------- | ---------------------- |
| Ахмета Байтурсинули, село | Карасу      | 753                    | 988                    | 871                    | 487                    |
| Каракум, село             | -           | 142                    | -                      | -                      | -                      |
| Шошкаколь, село           | -           | 138                    | 0                      | -                      | -                      |
| Шукирколь, село           | -           | 138                    | 38                     | -                      | -                      |